# Бабакулиев, Джоракули
}}
Джоракули Бабакулиев (lang-tk|Joraguly Babagulyýew) — туркменский государственный и партийный деятель.

## Биография
Родился в 1946 году в селе Аму-Дарья Чарджоуского района (ныне — Лебапский велаят).
Образование высшее. Окончил Туркменский сельскохозяйственный институт, по специальности — агроном.
Трудовую деятельность начал колхозником. Далее работал специалистом в колхозе и районном управлении, председателем колхоза, первым секретарем, секретарем Чарджоуского райкома КП Туркменистана. Позже занимал должности Председателя Госагропрома Туркменистана, Председателя Комитета по АПК при Президентском Совете Туркменистана.
С 26 июня 1992 по 7 ноября 1994 — заместитель Председателя Кабинета министров Туркменистана. Относился к «чарджоускому клану». Уволен за недостатки в работе.
Член КПСС (1973—1991), член ЦК КПТ, член Бюро ЦК КПТ (до 16 апреля 1991 г.), член ДПТ (с 1991 до ареста).

## Награды и звания
- Орден Трудового Красного Знамени
- Орден «Знак Почета»

## После отставки
С момента увольнения в 1994 году проживал в Ашхабаде под гласным надзором правоохранительных органов. Регулярно вызывался на допросы.
В 2002 году арестован. Дальнейшая судьба неизвестна.

## Варианты транскрипции имени и фамилии
- Имя: Джорагулы
- Фамилия: Бабакулыев, Бабагулыев